# 薩圖馬雷鄉 (蘇恰瓦縣)
47°49′N 26°0′E / 47.817°N 26.000°E
薩圖馬雷鄉（羅馬尼亞語：Comuna Satu Mare, Suceava），是羅馬尼亞的鄉份，位於該國東北部，由蘇恰瓦縣負責管轄，面積25平方公里，海拔高度337米，2002年人口4,355，人口密度每平方公里173人。